# Malpaso, Tapachula
Malpaso är en ort i Mexiko.   Den ligger i kommunen Tapachula och delstaten Chiapas, i den sydöstra delen av landet, 900 km sydost om huvudstaden Mexico City. Malpaso ligger 323 meter över havet och antalet invånare är 112.
Terrängen runt Malpaso är kuperad. Runt Malpaso är det tätbefolkat, med 397 invånare per kvadratkilometer. Närmaste större samhälle är Tapachula, 9,7 km söder om Malpaso. I omgivningarna runt Malpaso växer huvudsakligen savannskog.